# 阿部正次
阿部正次（日语：／ Abe Masatsugu，1569年—1647年12月10日）是日本江戶時代初期大名。武藏国鸠谷藩藩主、上总国大多喜藩藩主、相模國小田原藩藩主、武藏国岩槻藩初代藩主。大坂城代。阿部家宗家初代。

## 经历
阿部正胜的長男。母亲是今川氏家臣江原定次之女。在三河国（爱知县）出生。
在庆长5年（1600年）继承家督和武藏国鸠谷（埼玉县鸠之谷市）5千石。在庆长15年（1610年）转封下野国鹿沼（栃木县鹿沼市）。
在庆长19年（1614年）的大坂之陣中率領大番组众从军，在诸将都定军不前时，第一个突入大坂城奋战，战功第一。战后晋升极快，在宽永3年（1626年）加增至8万6千石並就任大坂城代，担任这个统领西日本的要职长达22年。
在宽永14年（1637年）的岛原之乱爆发时以大坂城代的身份协调江户和九州间的联络。
在宽永15年（1638年）4月22日，把4万6千石讓予嫡子重次，1万石给孙兒正令(阿部忠秋的养子)，自己领3万石。正保4年（1647年），在就职的大坂城中病故，享年79岁。